# Воскресенське (Богородський міський округ)
Воскресе́нське (рос. Воскресенское) — село у складі Богородського міського округу Московської області, Росія.

## Населення
Населення — 182 особи (2010; 226 у 2002).
Національний склад (станом на 2002 рік):
- росіяни — 94 %